# Technomyrmex niasensis
Technomyrmex niasensis är en myrart som beskrevs av Menozzi 1932. Technomyrmex niasensis ingår i släktet Technomyrmex och familjen myror. Inga underarter finns listade i Catalogue of Life.